# 手稲神社
手稲神社（ていねじんじゃ）は北海道札幌市手稲区手稲本町2条3丁目4番28号にある神社。旧社格は郷社。

## 祭神
- 開拓三神
  - 大國魂神（おおくにたまのかみ）
  - 大那牟遲神（おおなむぢのかみ）
  - 少彦名神（すくなひこなのかみ）
- 稲穂神社より
  - 天照皇大神（あまてらすおおみかみ）
  - 豊受大神（とようけおおかみ）
- 小樽内川稲荷神社より
  - 倉稲魂神（うがのみたまのかみ）
- 新川神社より
  - 菅原道真公（すがわらみちざねこう）

## 歴史
- 1896年（明治29年）12月26日、札幌神社（後の北海道神宮）の遥拝所設立願いが出される[1]。
- 1897年（明治30年）9月4日、軽川遥拝所の許可が下りる[1]。
- 1898年（明治31年）9月10日、神社への昇格を出願[1]。
- 1899年（明治32年）5月18日、手稲神社の許可が下りる[1]。
- 1904年（明治37年）3月28日、社殿造営[1]。
- 1912年（大正元年）9月30日、稲穂神社を合祀[1]。
- 1917年（大正6年）8月23日、村社に列格[1]。
- 1934年（昭和9年）、社殿・社務所改築[1]。
- 1941年（昭和16年）4月1日、郷社に列格[1]。
- 1947年（昭和22年）10月8日、手稲山頂に手稲神社奥宮を建立[1]。
- 1971年（昭和46年）、社務所改築[1]。
- 1972年（昭和47年）10月8日、小樽内川稲荷神社を合祀[1]。
- 1973年（昭和48年）10月13日、新川神社を合祀。同年、社殿改築[1]。
- 1999年（平成11年）、鎮座100年を記念して社務所を新築[1]。
- 2009年（平成21年）、鎮座110年を迎え、社殿を改修[1]。

## ギャラリー

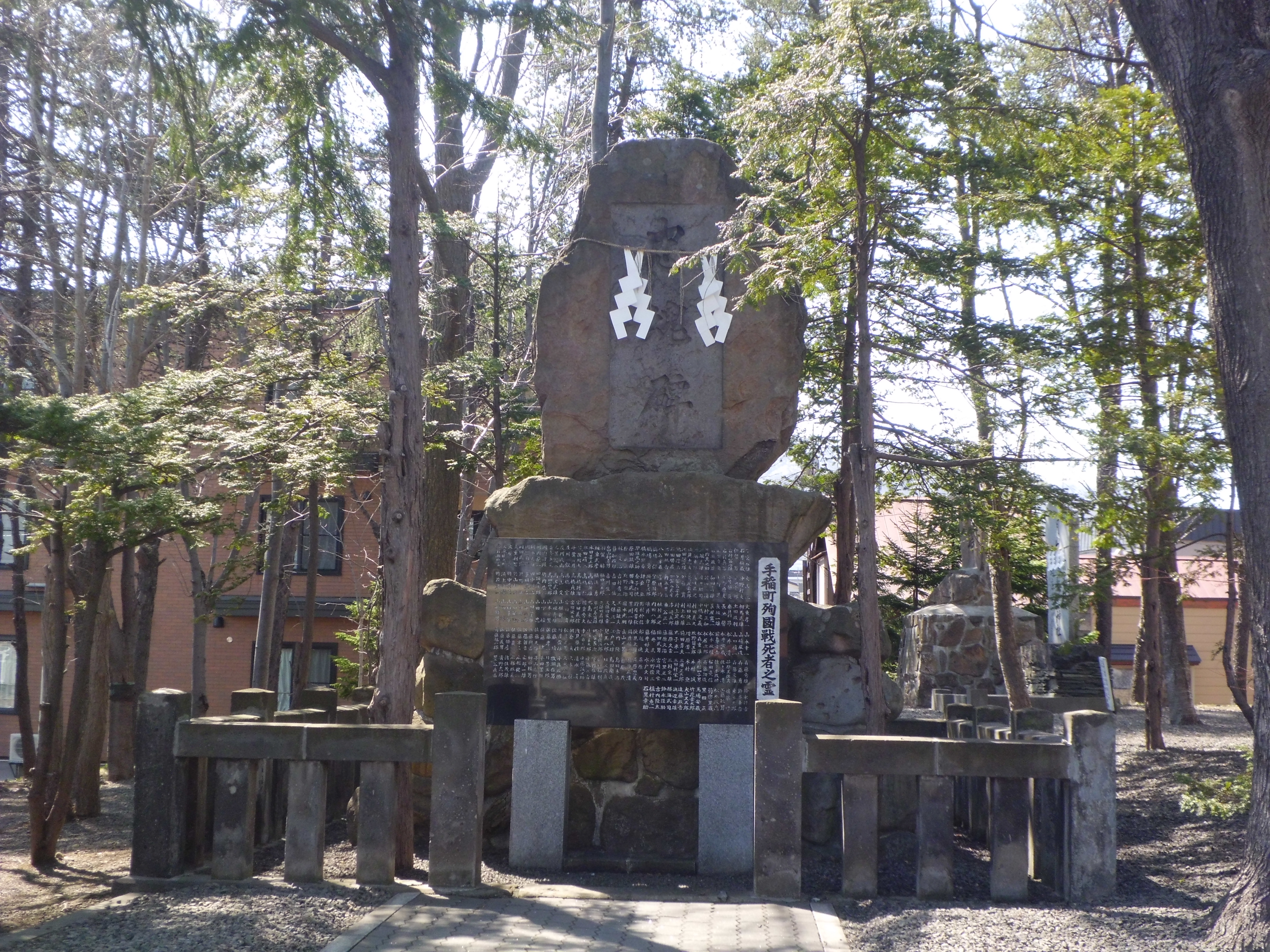
忠魂碑
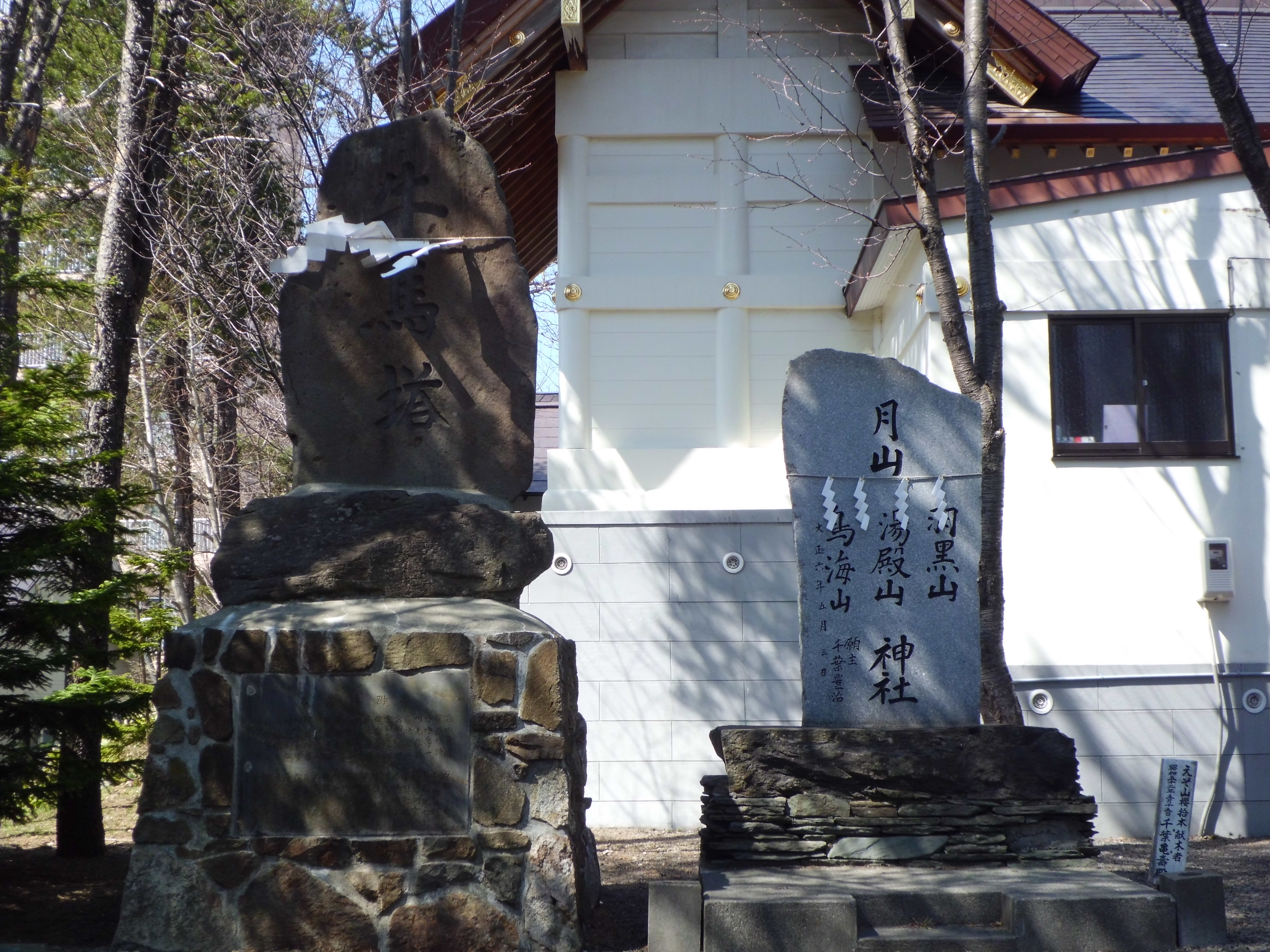
牛馬塔・月山神社碑
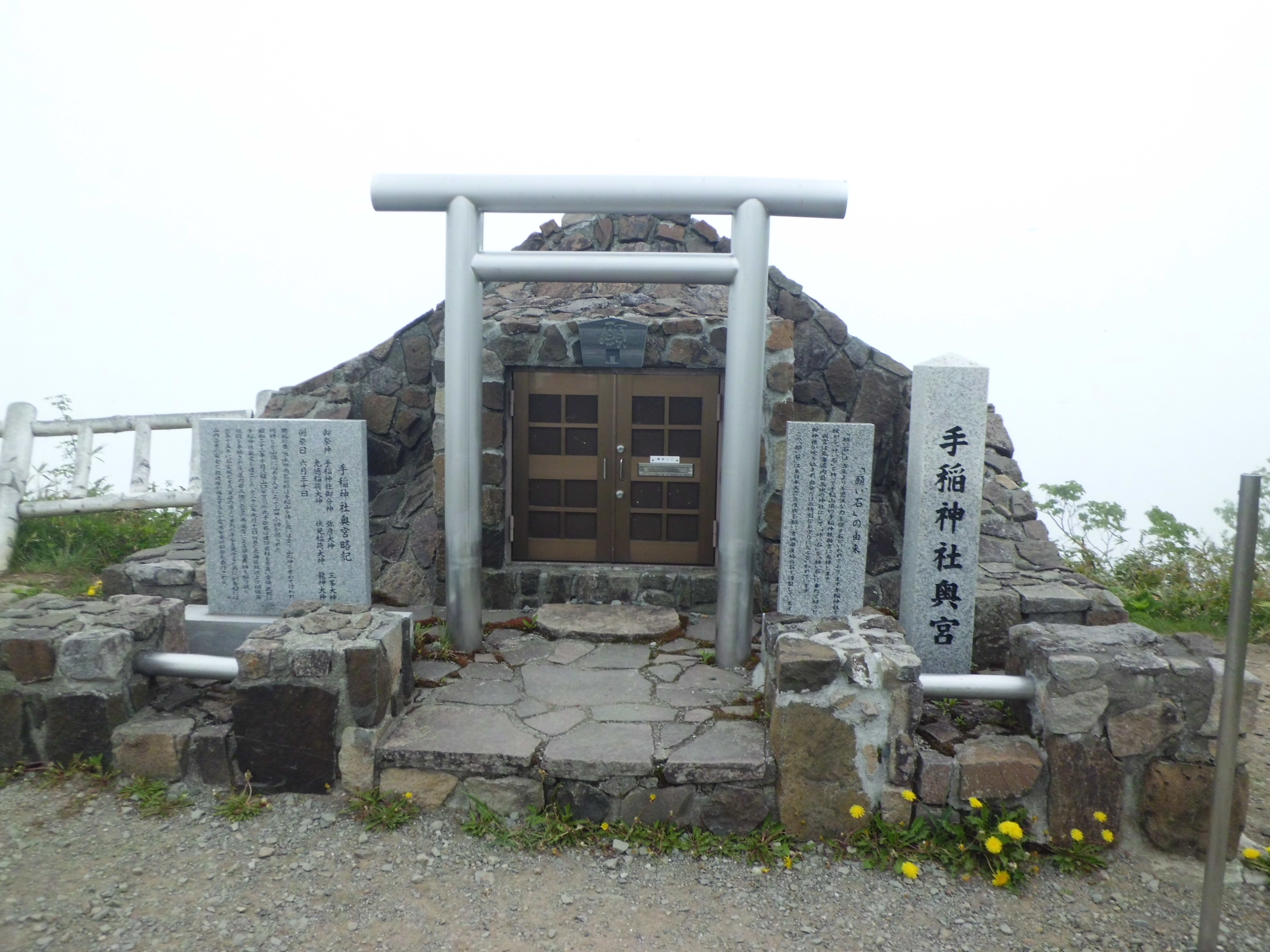
奥宮（手稲山山頂）